# 第七〇六海軍航空隊
第七〇六海軍航空隊（だい706かいぐんこうくうたい）は、日本海軍の部隊の一つ。南西諸島防衛の主力爆撃機隊として、大東亜戦争終盤に最前線で爆撃・雷撃に従事した。

## 沿革
硫黄島の救援が頓挫し、東日本に残存した一式陸上攻撃機と銀河からなる遠距離航空部隊を再編して編成した「最後の陸攻隊」。硫黄島・マリアナ諸島への報復攻撃、コロネット作戦の洋上阻止を見据えた切り札として期待された。しかし、編成から一月もしないうちに沖縄戦が勃発。派遣隊を送り、沖縄方面の支援作戦に当たらせるとともに、本隊はマリアナ諸島急襲攻撃（剣作戦）を実現化するため訓練を続行した。
- 昭和20年（1945年）

3月5日　香取飛行場を原隊として木更津飛行場で開隊。第三航空艦隊直率。
　　　　　　　　定数は陸攻48機・銀河45機。攻撃第405飛行隊・攻撃第705飛行隊で構成。
3月19日　松島飛行場に移転、訓練に従事。
3月29日　沖縄戦に備え、九州進出命令。陸攻隊9機は宇佐飛行場、銀河隊8機は築城飛行場に進出。
4月7日　「菊水1号作戦」発動。第七六二海軍航空隊と共同で銀河計12機出撃。計5機喪失。
　　　　　　　　　以後、陸攻隊・銀河隊とも鹿屋飛行場はじめ南九州に進出。
4月27日　陸攻隊9機全力出撃。敵船団を夜襲（戦果なし）。
5月3日　陸攻隊4機出撃。対地爆撃（主に物資集積場）。
5月24日　陸軍による「義号作戦」実行。義烈空挺隊支援のため陸攻6・銀河4で伊江島を爆撃。
5月27日　銀河4・陸攻6で伊江島を再爆撃。2機喪失。
この作戦を最後に、七〇六空独自の作戦行動は「戦史叢書」には記録されていない。

## 剣作戦
剣作戦は、沖縄戦での義号作戦と同様の敵地急襲作戦である。敵飛行場に強行着陸し、陸戦要員を送り込むものである。義号作戦では1機のみ着陸に成功したため、強襲した沖縄北飛行場での混乱は微々たるものであった。剣作戦はより遠くマリアナ諸島各飛行場を襲撃し、B-29を破壊するため、義号作戦以上に錬度向上が望まれた。マリアナの各基地まで陸戦要員を載せ、最終的に強行着陸を達成する使命を帯びたのが七〇六空であった。陸戦要員は陸海軍各300名を抽出し、三沢飛行場での訓練に従事した。
7月24日に作戦を決行することとなったが、10日前の7月14日、東北北部～道南に敵機動部隊艦載機が襲来し、三沢飛行場も銃撃を受けた。母機となるべき七〇六空の陸攻は壊滅的な被害を受け、24日の決起は断念された。七〇六空の再建を図るため、剣作戦は8月下旬をめどに順延された。8月15日に終戦の詔勅が発布され、剣作戦は決行直前に停止された。
剣作戦部隊は22日に解散され、七〇六空もやがて解散した。

## 主力機種
- 銀河
- 一式陸上攻撃機

## 歴代司令
- 安川正治（昭和20年3月5日-終戦後解隊）